# Reggie Bush
Reginald Alfred "Reggie" Bush II (født 2. marts 1985 i San Diego, Californien) er en amerikansk fodboldspiller for NFL-holdet Detroit Lions. Da han spillede i college spillede han for USC som runningback, wide receiver og kickreturner.

## College karriere
Selvom Bush kun startede 15 ud af 39 kampe i hans collegekarriere, endte han som nr. 10 i NCAA med flest samlede yards.
Af dem kom de 3169 yards på løb, hvor han forøvrigt også scorede 25 touchdowns på 433 forsøg (7,3 yards pr. forsøg). Derudover greb han bolde for 1301 yards og 13 touchdowns på 95 catches (13,7 yards pr. grebet bold). Desuden returnerede han 67 kickoffs for 1522 yards og et touchdown og 559 yards og 3 touchdowns på 44 punt returns. Sidst men ikke mindst kastede han bolde for 52 yards og et touchdown.

### Freshman sæson
I Bush' første sæson i college, beviste han, at han levede op til den høje status han havde fået i high school. Han blev valgt til flere All-American priser, en slags all-star-hold. Han var den første USC-spiller siden Anthony Davis til at føre PAC-10-konferencen i yards på kickoffreturns.
I alt scorede Bush 1331 yards fordelt på 521 yards og 3 touchdowns på 90 løb, 314 yards og 3 touchdowns på 15 grebne bolde og fik på 18 kickoff returns et gennemsnit på 27,3 yards, hvilket førte et tocuhdown med sig.

### Sophomore sæson
I Bush' anden sæson løb han 143 gange med bolden for 908 yards og 6 touchdowns. I tillæg dertil greb han 43 bolde for 509 yards og 7 touchdowns. Han returnede desuden 21 kickoffs for 537 yards og 24 punts for 376 yards og 2 touchdowns. Derudover kastede han et 52-yard touchdown. Dette var med til at han blev valgt som holdets MVP.

### Junior sæson
I den sidste sæson hos USC løb Bush bolden 200 gange for 1740 yards og 16 touchdowns og greb tredjeflest bolde på holdet med 37 styks for 478 yards og 2 touchdowns. Derudover returnede han 28 kickoffs for 493 yards og returnede 18 punts for 179 yards og 3 touchdowns.
Efter sæsonen vandt han The Heisman Trophy som den bedste collegespiller det år.

## NFL karriere
Bush blev draftet som nummer 2 i NFL-draften af New Orleans Saints i 2006 efter Houston Texans havde valgt Mario Williams med det første valg. Dette blev kritiseret af mange, deriblandt ESPNs ekspert Len Pasquarelli, der gik så langt som at sige at valget af Williams før Bush var en af de største fejltagelser i NFL-historien.
I Bush' første kamp, der blev spillet mod Cleveland Browns fik han i alt 143 yards.
Den 8. oktober 2006 scorede Bush sit første touchdown i NFL mod Tampa Bay Buccaneers på et 65-yard puntreturn. Det var desuden den vindende scoring i kampen.
Den 12. november løb Bush sit første touchdown på en reverse mod Pittsburgh Steelers.
Den 3. december fik Bush sit egentlige gennembrud i NFL med 4 touchdowns (en tangering af Joe Horn's holdrekord) mod San Francisco 49'ers.

## Trivia
- Bush er den eneste spiller sammen med Matt Leinart der har spillet sammen med en anden Heisman vinder, da de spillede sammen i Rose Bowl mod Texas Longhorns den 4. januar 2006.
- Bush gik på samme high school som Alex Smith, quarterbacken for San Francisco 49'ers, nemlig Helix High School.